# 路易士副緋鯉
路易士副緋鯉為輻鰭魚綱鱸形目鱸亞目鬚鯛科的其中一種，分布於中太平洋區的法屬波里尼西亞海域，棲息深度200-250公尺，體長可達23公分，生活在珊瑚礁，屬肉食性。